# Малага (аеропорт)

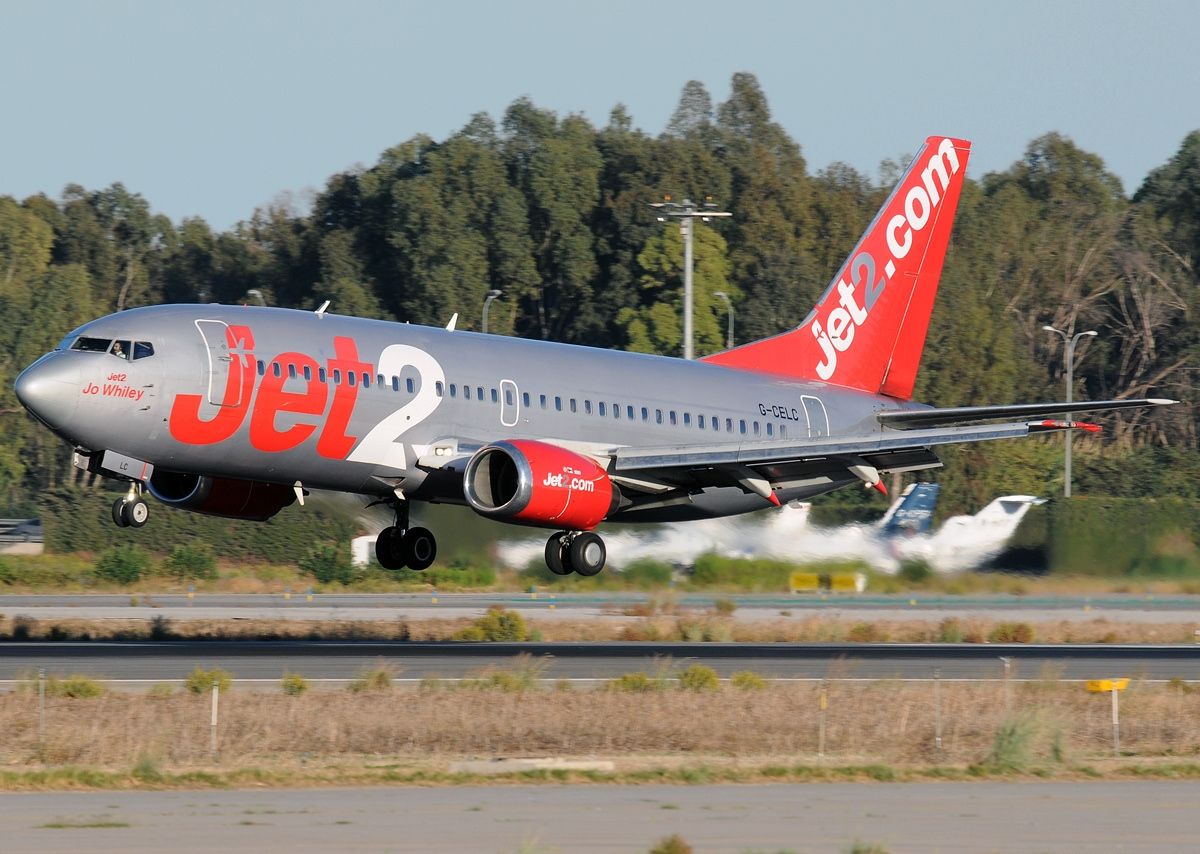
Jet2.com Boeing 737—300 сідає у Мáлазі

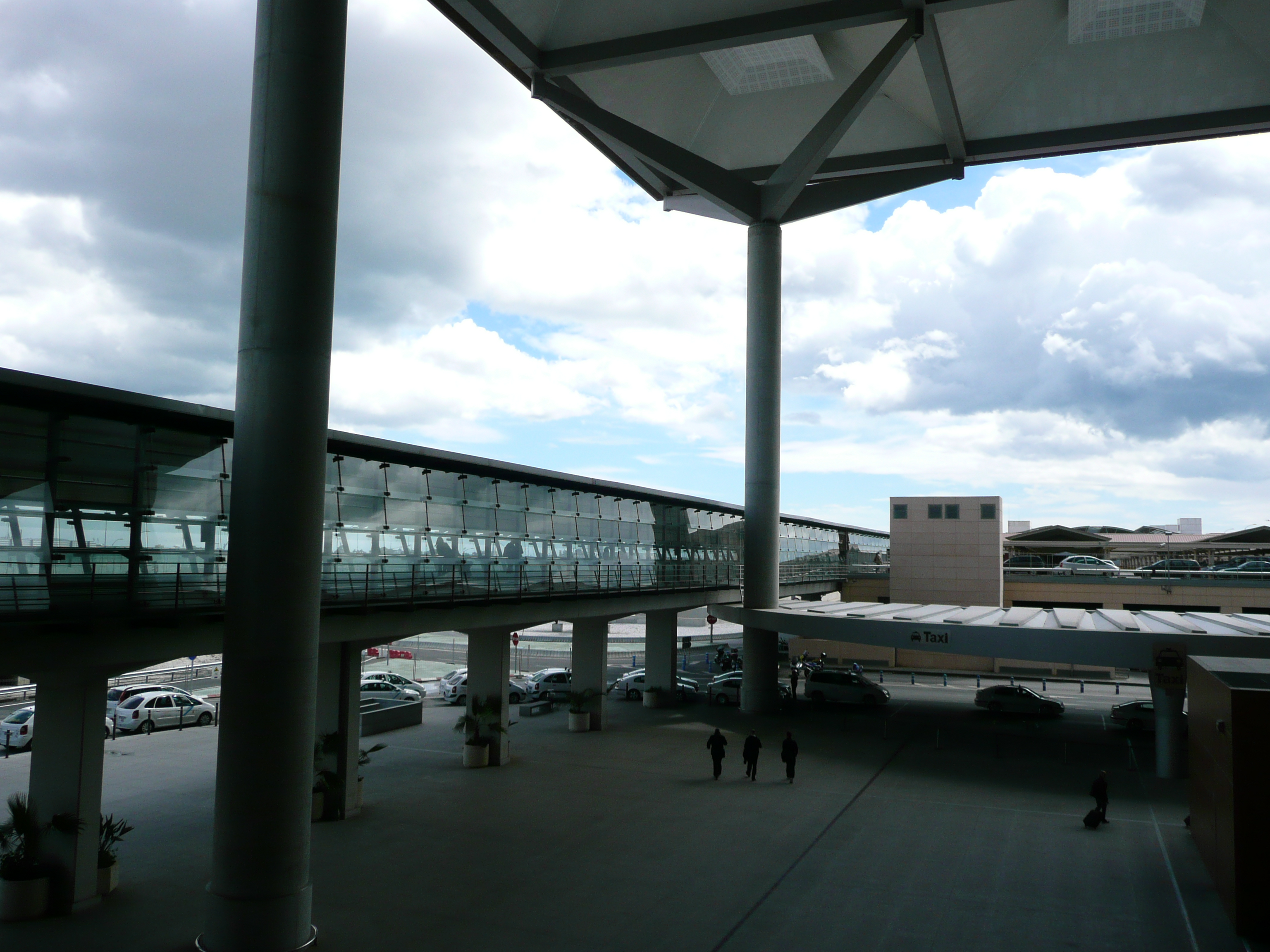
Вид на аеропорт

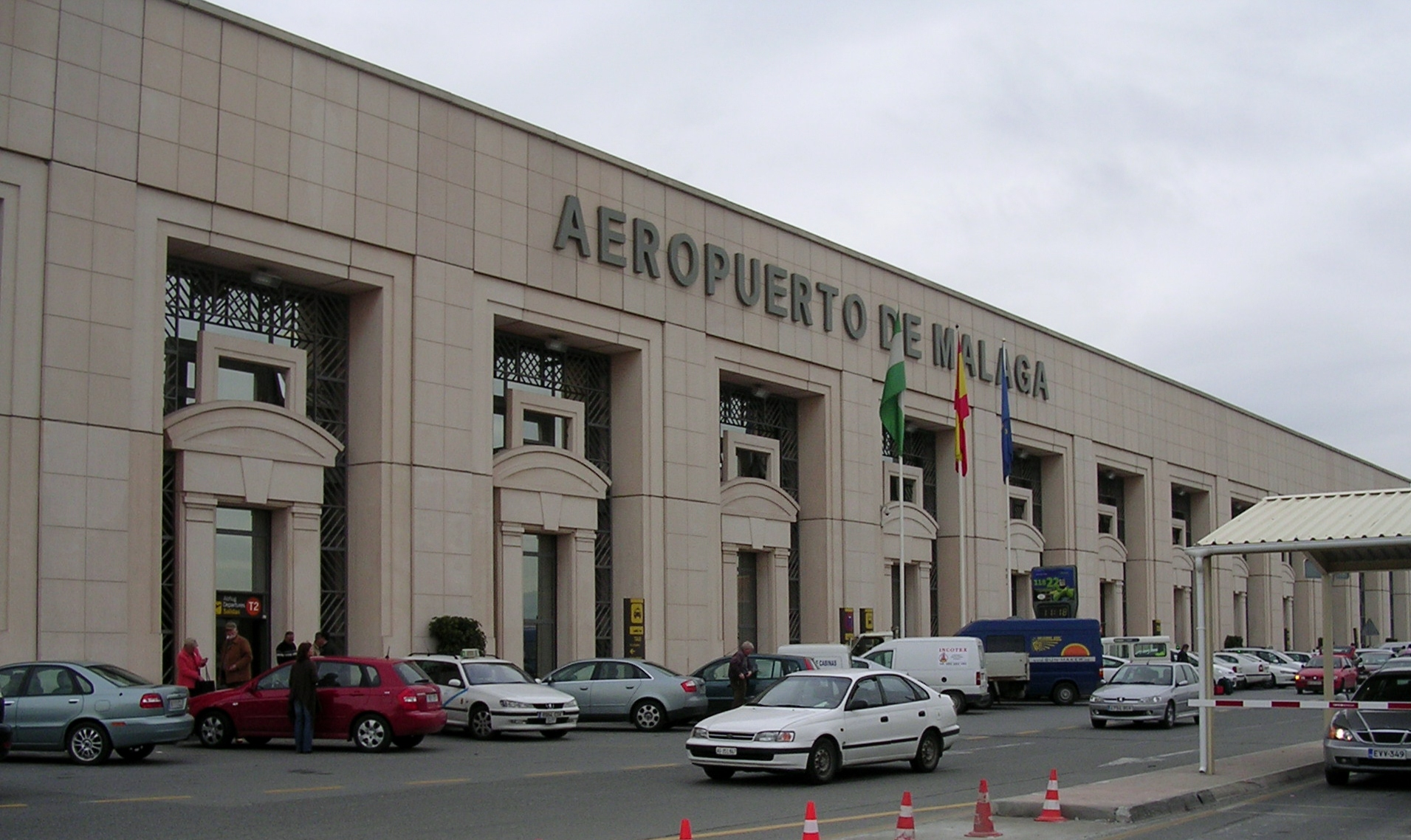
Термінал 2.

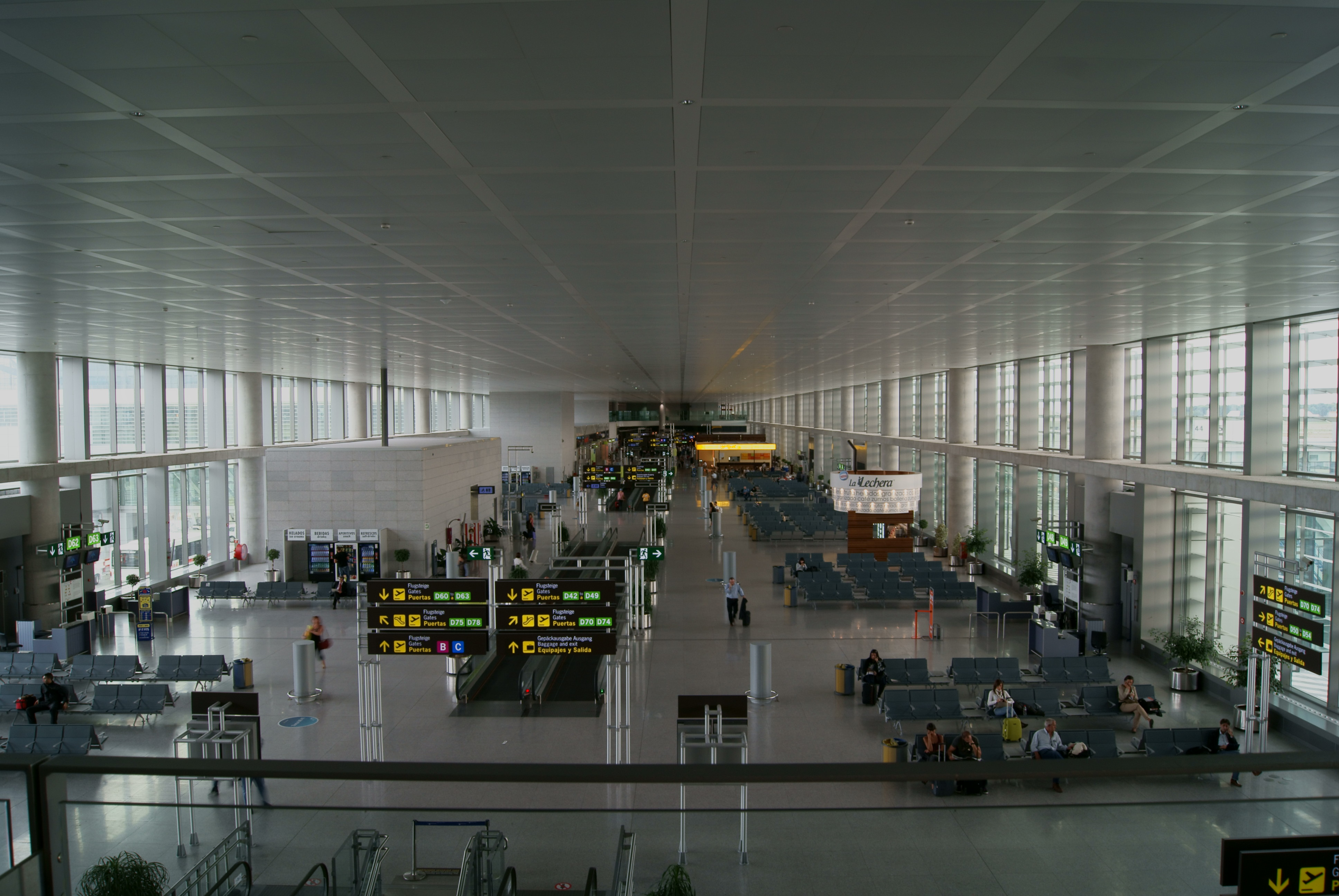
Пірс D, відкритий 15 березня 2010-го

Аеропо́рт Мáлаги (IATA: AGP, ICAO: LEMG), офіційна назва Аеропорт Мáлага −  Коста дель Соль (ісп. Aeropuerto de Málaga-Costa del Sol). Четвертий за пасажирообігом аеропорт в Іспанії після мадридського Барахасу, барселонського Ель Прату та Пальми де Мальорки. Це важливий туристичний аеропорт іспанського півдня, що обслуговує регіон Коста-дель-Соль. Знаходиться за 8 км від міста Малага та за 5 км на північ від Торремоліноса. Аеропорт має сполучення із понад 60 країнами та за 2015 рік обслужив понад 14 млн пасажирів.
Аеропорт має три термінали. Третій відкрито 15 березня 2010 року. Другу злітно-посадкову смугу запущено 26 червня 2012.
Аеропорт Малаги є найзавантаженішим у Андалусії, обслуговує 85 % регіонального авіаційного міжнародного пасажирообігу. Поєднане з узбережжям Коста-дель-Соль, обслуговує рейси до 20 іспанських та понад 100 міст інших країн Європи. Влітку пропонує рейси до Африки, Близького Сходу та Північної Америки. Тут базуються перевізники Norwegian Air Shuttle, Ryanair, Vueling.

## Історія та розвиток
Аеропорт Малаги є найстарішим з іспанських, що ніколи не міняли свого місця базування.
Аеровокзал відкрито 9 березня 1919 року. Перший рейсовий переліт було започатковано 1 вересня того ж року до Тулузи, Барселони, Алікента, Танжеру та Касабланки.
У 1937 р. малазький аеропорт став військовою базою.
Вже з 12 липня 1946-го аеропорт знову приймає цивільні рейси і поштучервень 2015[джерело?].
Єдину смугу було подовжено у 1960-ті, тоді ж побудовано новий термінал. У 1970-му запущено нову систему радарів та навігації.
У 1968-му відкрито новий пасажирський термінал, у 1972-му − ще один, що обслуговував частіше чартери. Цей термінал був схожим на аналогічні у Пальмі де Майорці, Аліканте, на Ібіці та у Жироні.
13 вересня 1982 року літак McDonnell Douglas DC-10 авіакомпанії Spantax викотився за межі ЗПС. 50 осіб загинуло і 344 вижило. Докладніше: Рейс 995 Spantax
30 листопада 1991 р. було відкрито новий пасажирський термінал − Термінал 2. Його оформленням займався Рікардо Бофіль.

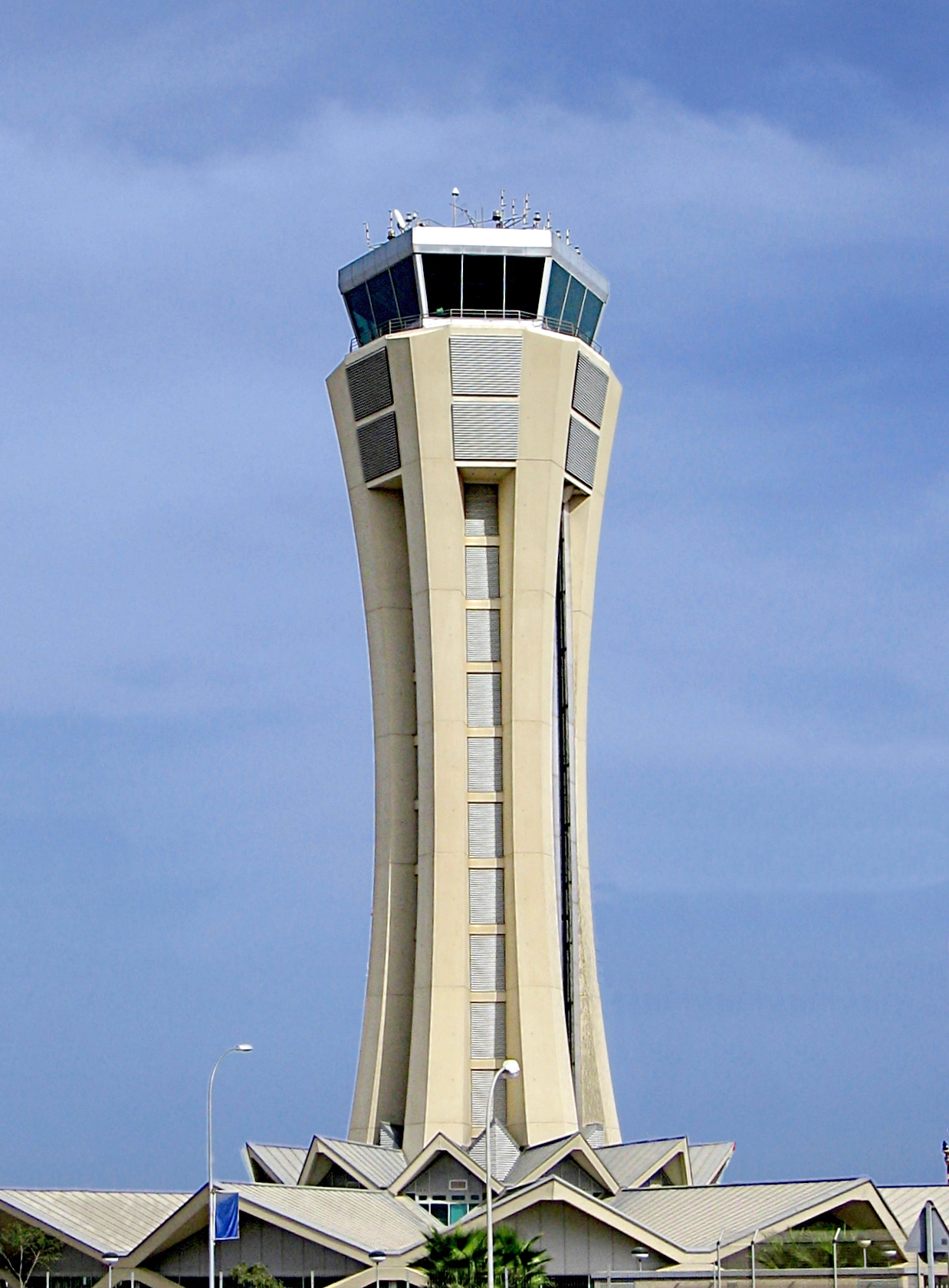
Контрольна башта, відкрита 2002 року

У 1995-му стара будівля терміналу була переобладнана для невеликої авіації, відкрито новий ангар для літаків. Тоді ж відкрито термінал для вантажних перевезень, а наступного року − для великої авіації.
У листопаді 2002-го побудовано нову вежу контролю за польотами, її висота 54 м.
У листопаді 2005-го перевізник Monarch Airlines відкрив базу в Малазі. Відтоді тут до 2007-го базувались Airbus серії A320-200. Пізніше тут відкрило базування Clickar, який пізніше було злито з Vueling.
15 березня 2010-го відкрито Термінал 3. Його відкривав король Хуан Карлос. 10 вересня 2010-го відкрито підземну станцію залізниці під аеропортом, що дало змогу легко дістатись поїздом до Терміналу 3. З листопада 2011-го перевізник Helitt Líneas Aéreas має базу в Малазі і обслуговує рейси до Аеропорту Мелії. На 2016-й рік авіакомпанія обслуговує 5 напрямків з Малаги.

## Термінали
Аеропорт Малаги має три термінали. Окрім них тут є термінал загальної авіації та вантажний термінал.

### Термінал 1
Термінал 1 (T1) обслуговує рейси до країн поза Шенгенським договором, а також до Сеути та Мелільйї. 16 березня 2010 перельоти було перенесено до Pier C e терміналі 3, а рейси на Сеуту та Мелільйю — до Pier D, після чого Термінал 1 лишився без рейсів. На разі термінал зачинено, він чекає на ремонт.

### Термінал 2
Термінал 2 (T2) відкрито 30 листопада 1991-го, його назвали на честь Пабло Пікасо. Будівлю спроектував Рікардо Бофіль.

### Термінал 3
Термінал 3 (T3) є найновішим з терміналів аеропорту Ма́лаги. Його відкрито 15 березня 2010-го королем Хуан Карлосом.
Дизайн цього терміналу розроблено архітектором Брюсом Фейрбенксом. 

### Термінал загальної авіації
Цей термінал називають також терміналом приватної авіації, його відкрито 29 січня 1968-го. Він використовується для приватних перельотів.

### Вантажний термінал
Вантажний термінал відкрито у 1996-му, він має 16 відсіків для транспорту. Площа термінала становить 5,700 м², та «Carga Aena» має чотири холодильні камери, сховище для цінних товарів і зону для небезпечних і радіоактивних матеріалів.

## Авіалінії та напрямки, червень 2022
| Авіакомпанія                  | Пункт призначення |
| ----------------------------- | --- |
| Aegean Airlines               | Сезонний: Афіни |
| Aer Lingus                    | Дублін Сезонний: Корк |
| Air Arabia Maroc              | Касабланка, Танжер |
| airBaltic                     | Рига, Таллінн, Тампере |
| Air Cairo                     | Каїр (з 19 вересня 2022), Луксор (з 19 вересня 2022) |
| Air Europa                    | Мадрид Сезонний:Пальма-де-Мальорка, Тенерифе-Північний |
| Air France                    | Париж — Шарль де Голль |
| Air Transat                   | Монреаль-Трюдо |
| Aurigny                       | Сезонні: Гернсі (з 13 липня 2022) |
| Austrian Airlines             | Відень |
| Blue Air                      | Бухарест Сезонний: Клуж-Напока (з 21 липня 2022) |
| British Airways               | Лондон-Гітроу, Лондон-Сіті Сезонний: Лондон-Гатвік, Саутгемптон |
| Brussels Airlines             | Брюссель |
| Bulgaria Air                  | Софія |
| Condor Airlines               | 'Сезонні: Дюссельдорф, Гамбург (з 1 квітня 2023), Мюнхен (з 1 травня 2023) |
| Corendon Dutch Airlines       | Сезонні: Маастрихт/Аахен (з 2 липня 2022) |
| easyJet                       | Амстердам, Базель-Мюлуз-Фрайбург, Белфаст, Берлін-Бранденбург, Бристоль, Женева, Глазго, Ліверпуль, Лондон–Гатвік, Лондон–Лутон, Манчестер, Мілан-Мальпенса, Париж-Шарль де Голль Сезонні: Бірмінгем, Копенгаген, Единбург, Лондон–Саутенд |
| Enter Air                     | Сезонний чартер: Варшава–Шопен, Катовиці |
| Etihad Airways                | Сезонний: Абу-Дабі |
| Eurowings                     | Відень, Прага, Стокгольм–Арланда, Штутгарт Сезонний: Гамбург, Дортмунд, Дюссельдорф, Кельн/Бонн |
| Finnair                       | Гельсінкі |
| Flyr                          | Осло-Гардермуен Сезонні: Берген, Ставангер |
| Gulf Air                      | Сезонний: Бахрейн |
| Iberia Express                | Мадрид |
| Iberia Regional               | Валенсія, Мадрид, Мелілья Сезонний: Віго, Ібіца, Ніцца |
| Jet2.com                      | Бірмінгем, Східний Мідландс, Единбург, Глазго, Лідс/Бредфорд, Лондон–Станстед, Манчестер, Ньюкасл Сезонний: Белфаст |
| KLM                           | Амстердам |
| Kuwait Airways                | Сезонний: Кувейт |
| LOT Polish Airlines           | Сезонний: Варшава–Шопен |
| Lufthansa                     | Мюнхен, Франкфурт |
| Luxair                        | Люксембург |
| Neos                          | Сезонний: Рейк'явік–Кеплавік |
| Norwegian Air Shuttle         | Берген, Гельсінкі, Копенгаген, Ольборг, Осло-Гардермуен, Ставангер, Стокгольм–Арланда, Тронгейм |
| Play                          | Сезонний: Рейк'явік–Кеплавік |
| Royal Air Maroc               | Касабланка, Надор Сезонний: Танжер |
| Ryanair                       | Агадір, Амстердам, Барселона, Берлін-Бранденбург, Біллунн, Бірмінгем, Болонья Бордо, Борнмут, Бристоль, Брюссель, Брюссель-Шарлеруа, Будапешт, Валенсія, Варшава-Модлін, Веце, Відень, Віторія, Гамбург, Гетеборг, Глазго, Глазго-Прествік, Гран-Канарія, Дублін, Единбург, Ейндговен, Ексетер, Загреб, Ібіца, Каунас, Кельн/Бонн, Копенгаген, Корк, Краків, Лідс/Бредфорд, Ліверпуль, Лісабон, Лондон–Станстед, Лондон–Лутон, Манчестер, Марсель, Марракеш, Меммінген, Мілан-Бергамо, Мілан–Мальпенса, Неаполь, Ньюкасл, Нок, Осло-Торп, Орхус, Париж-Бове, Порту, Рабат, Рига, Рим-Ф'юмічіно, Сантандер, Сантьяго-де-Компостела, Стокгольм-Арланда, Східний Мідландс, Тенерифе-Південний, Тетуан, Тревізо, Турин, Фес, Шеннон Сезонний: Абердин, Дортмунд, Вроцлав, Гаугесун, Карлсруе/Баден-Баден, Менорка, Нюрнберг, Пальма-де-Мальорка, Піза, Софія, Стокгольм-Вестерос, Танжер |
| Saudia                        | Сезонні: Джидда, Ріяд |
| Scandinavian Airlines         | Копенгаген, Осло-Гардермуен, Стокгольм–Арланда Сезонний: Гетеборг |
| SmartWings                    | Прага Сезонний: Братислава, Катовиці |
| Sun d'Or                      | Сезонний: Тель-Авів-Бен-Гуріон |
| Swiss International Air Lines | Женева, Цюрих |
| TAP Portugal                  | Лісабон |
| Transavia                     | Амстердам, Ейндговен, Париж–Орлі, Роттердам/Гаага Сезонний: Ліон, Нант |
| TUI Airways                   | Бірмінгем, Бристоль, Донкастер-Шеффілд, Кардіфф, Лондон–Гатвік, Манчестер, Східний Мідландс Сезонний: Белфаст, Глазго, Ньюкасл |
| TUI fly Belgium               | Антверпен, Брюссель, Брюссель-Шарлеруа, Льєж, Остенде-Брюгге Сезонний чартер: Бордо |
| TUI fly Netherlands           | Амстердам |
| Turkish Airlines              | Стамбул–Аеропорт |
| Volotea                       | Сезонний: Астурія, Більбао, Бордо, Венеція, Генуя, Лілль, Нант, Ніцца, Палермо, Сан-Себастьян Тулуза |
| Vueling                       | Амстердам, Астурія, Барселона, Більбао, Брюссель, Гран-Канарія, Кардіфф, Лансароте, Марсель, Марракеш, Пальма-де-Мальорка, Париж-Орлі, Рим–Ф'юмічіно, Сантьяго-де-Компостела, Тенерифе-Північний, Цюрих Сезонні: Біллунн, Ібіца, Копенгаген, Ліон, Мюнхен, Нант, Фуертевентура |
| Wizz Air                      | Бухарест, Будапешт, Відень, Клуж-Напока, Катовиці, Лондон–Гатвік, Лондон–Лутон, Софія Сезонний: Варшава–Шопен, Катовиці |

## Статистика
Див. джерело запитів Вікіданих та джерела.
| Рік | Пасажирообіг | Авіатрафік | Вантажообіг (тонн) |
| --- | ------------ | ---------- | ------------------ |
| 2000 | 9,443,872    | 92,930     | 9,920              |
| 2001 | 9,932,975    | 98,174     | 9,365              |
| 2002 | 10,429,439   | 101,519    | 8,670              |
| 2003 | 11,566,616   | 110,220    | 6,837              |
| 2004 | 12,046,277   | 116,047    | 6,811              |
| 2005 | 12,669,019   | 123,959    | 5,493              |
| 2006 | 13,076,252   | 127,776    | 5,399              |
| 2007 | 13,590,803   | 129,698    | 5,828              |
| 2008 | 12,813,472   | 119,821    | 4,800              |
| 2009 | 11,622,443   | 103,536    | 3,400              |
| 2010 | 12,064,616   | 105,631    | 3,064              |
| 2011 | 12,823,117   | 107,397    | 2,992              |
| 2012 | 12,581,944   | 102,162    | 2,711              |
| 2013 | 12,922,403   | 102,359    | 2,661              |
| 2014 | 13,748,976   | 108,261    | 2,498              |
| 2015 | 14,404,170   | 108,897    | 2,472              |
| 2016 | 16,672,776   | 123,700    | 2,288              |
| 2017 | 18,628,876   | 137,092    | 2,866              |
| 2018 | 19,021,704   | 141,313    | 2,768              |
| 2019 | 19,858,656   | 144,939    | 3.080              |
| 2020 | 5,161,636    | 59,668     | 912                |
| Джерело: Aena Statistics «Estadsticas — Aeropuertos Espaoles y Navegacin Area — aena-aeropuertos.es» [Архівовано 6 жовтня 2019 у Wayback Machine.]. |              |            |                    |

### Напрямки
Найпопулярнішими напрямками — є європейські, зокрема з та до Великої Британії, Ірландії. Відповідно до даних Aena, найпопулярнішими напрямками є Лондон-Гатвік, Манчестер і Барселона. Інші популярні напрямки: Амстердам, Бірмінгем, Бристоль, Дублін, Брюссель, Лондон-Станстед, Копенгаген, Корк, Париж-Шарль-де-Голль.

## Наземний транспорт
До аеропорту підведено два автошляхи — MA-21 (Торремолінос–Малага). Новий шлях MA20 відкрито нещодавно.

### Підземна лінія залізниці

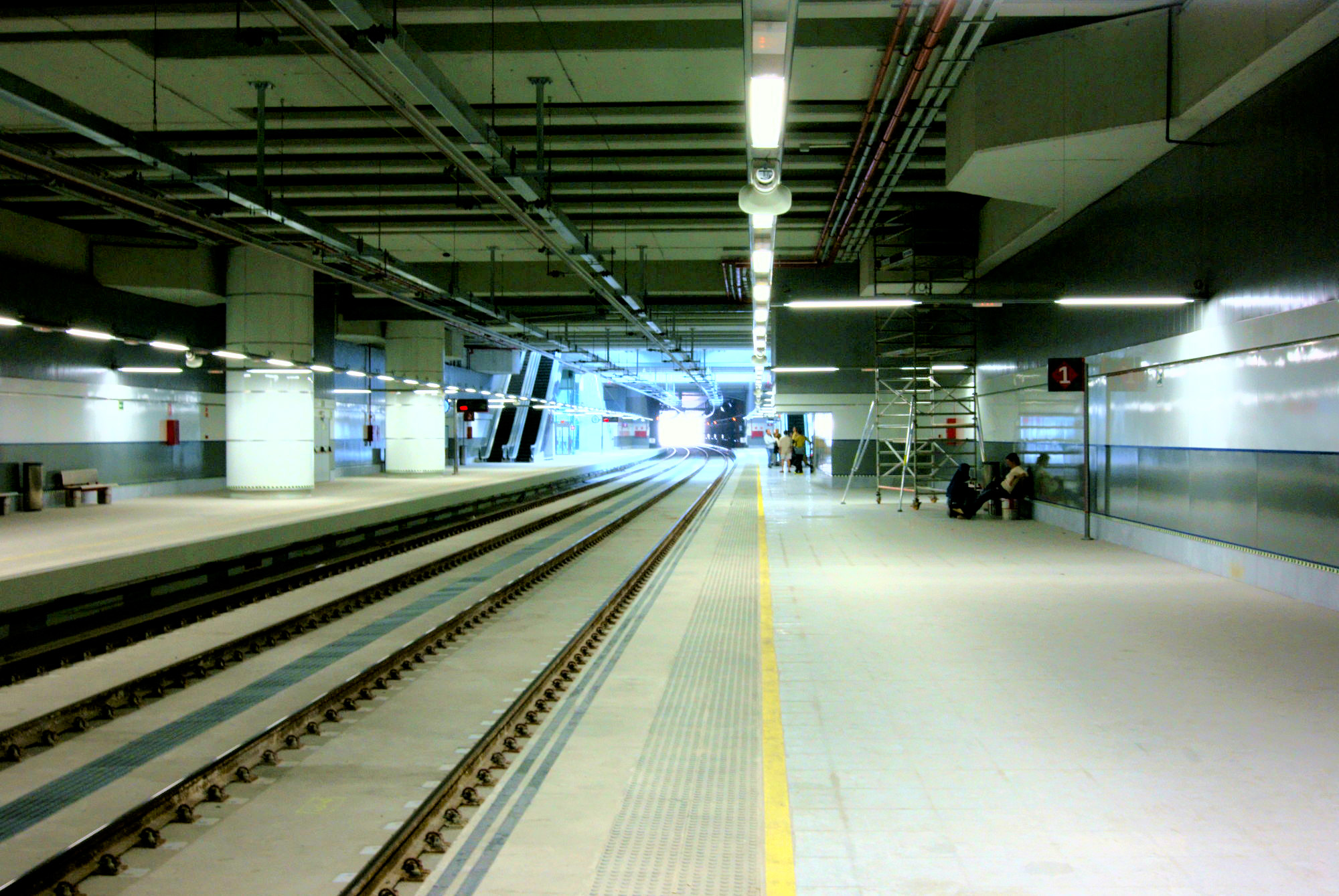
Підземна залізнична станція

Аеропорт сполучено з центром міста приміським залізничним сполученням. Станцію під терміналом 3 відкрито 10 вересня 2010-го. Поїзд курсує кожні 20 хвилин, він сполучає центр міста із Фуенхіролою.
Лінію планують продовжити до Марбельї. Роботи призупинено в очікуванні допомоги від Європейського інвестиційного банку.

### Автобусна станція
Під аеропортом також розташовано автобусну станцію. З неї легко дістатись терміналу 3. Є також наземні зупинки біля аеропорту.

### Паркування
Перед відкриттям терміналу поруч з ним було відкрито великий парувальний майданчик (P2) на 3,700 місць.